# Shōya Tomizawa

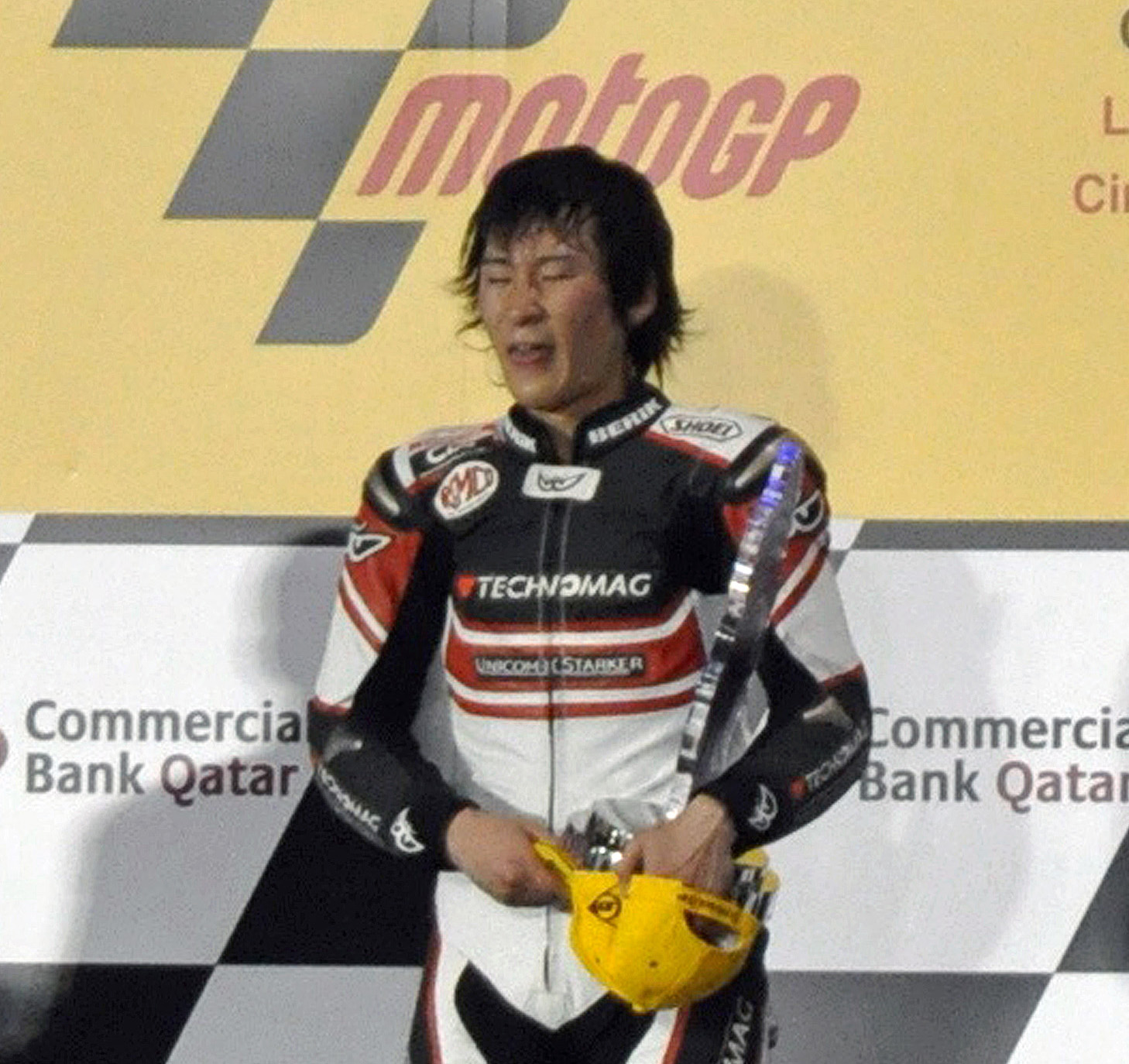
Shōya Tomizawa nach seinem Sieg beim Großen Preis von Katar 2010

Shōya Tomizawa (jap. 富沢 祥也, Tomizawa Shōya; * 10. Dezember 1990 in Asahi, Japan; † 5. September 2010 in Riccione, Italien) war ein japanischer Motorradrennfahrer.

## Karriere
Shōya Tomizawa begann mit drei Jahren Minibike zu fahren. 2006 startete er in der Japanischen Motorradmeisterschaft in der Klasse bis 125 cm³ und wurde hinter Takaaki Nakagami Vizemeister. 2007 fuhr er in den Klassen bis 125 und bis 250 cm³ die japanische Meisterschaft. 2008 wurde er Vizemeister in der Viertelliterklasse.

### Motorrad-Weltmeisterschaft

#### 2006 bis 2008
Tomizawa startete von 2006 bis 2008 jeweils mit einer Wildcard beim Großen Preis von Japan in Motegi. Er verbesserte sich dabei sowohl bei der Startposition als auch im Ziel von Jahr zu Jahr. 2006 startete er in der 125er-Klasse als 35. aus der vorletzten Reihe. Weil er dabei einen Frühstart verursachte, wurde er mit einer Boxendurchfahrt bestraft; in der neunten Runde gab er das Rennen auf. 2007 startete von Platz 30 aus, stürzte aber bereits in der ersten Runde. Nach einer acht Minuten dauernden Reparatur beendete er das Rennen mit vier Runden Rückstand als 22. und damit Letzter. 2008 startete er in der 250-cm³-Klasse vom 13. Startplatz das Rennen und belegte am Ende den 14. Platz.

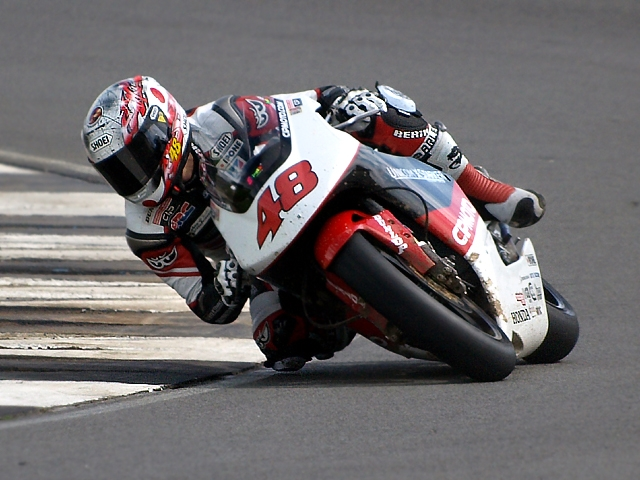
Shōya Tomizawa 2009 auf Honda

#### 2009
2009 bestritt Tomizawa seine erste vollständige Saison in der Motorrad-Weltmeisterschaft. Seine Startnummer war seitdem die 48. Er fuhr für das französische Team CIP Moto - GP250 an der Seite von Valentin Debise auf Honda. Mit Platz zehn erzielte er beim zweiten Rennen, dem Grand Prix von Japan, sein bis dato bestes Rennergebnis. Nach vier Läufen ohne Punkte erzielte Tomizawa bei den Grands Prix am Sachsenring, in Donington Park, in Brünn und in Misano weitere elf Punkte. Nachdem er in Portugal durch Sturz ausgeschieden war, gelang Tomizawa in Australien der 15. Platz und damit ein weiterer WM-Punkt. Beim Saisonfinale in Valencia wurde er Zehnter und schloss die Saison auf dem 17. Gesamtrang mit insgesamt 32 Punkten ab.

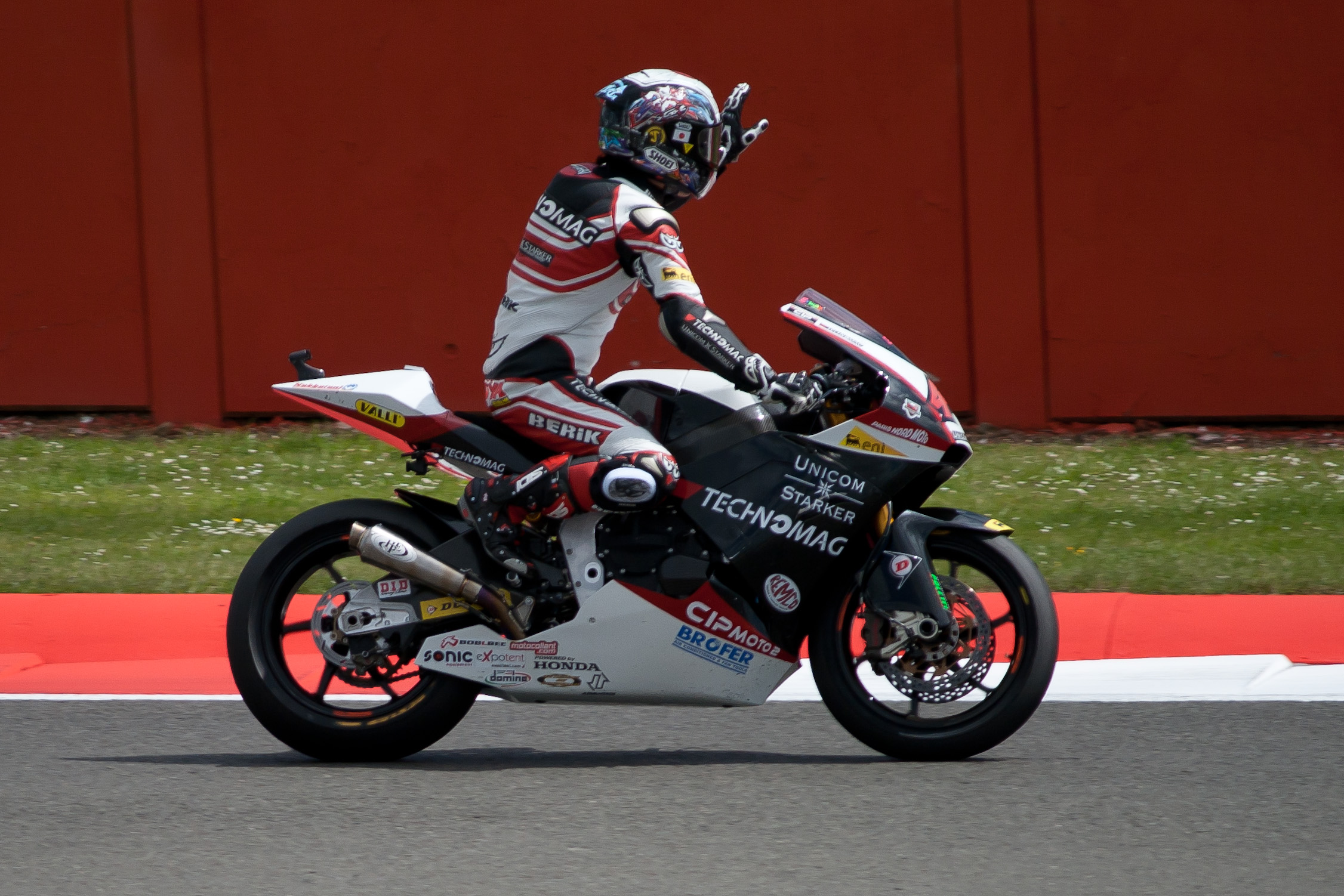
Tomizawa 2010 auf Suter MMX

#### 2010
In der Saison 2010 startete Shōya Tomizawa zusammen mit dem Schweizer Dominique Aegerter für Technomag-CIP auf Suter in der neu geschaffenen Moto2-Klasse. Beim ersten Saisonlauf, dem Großen Preis von Katar in Losail, feierte der Japaner den ersten Grand-Prix-Sieg seiner Laufbahn und wurde damit erster Laufsieger in der Geschichte der Moto2-Klasse. Beim folgenden Rennen, dem Großen Preis von Spanien in Jerez, fuhr er als Zweiter hinter Toni Elías erneut aufs Podium und verteidigte damit seine Führung in der Gesamtwertung. Im dritten Saisonrennen, dem Grand Prix von Frankreich in Le Mans schied er vorzeitig nach Sturz in der achten Runde aus. Vom erneuten Laufsieger Toni Elías wurde er in der Gesamtwertung auf den zweiten Platz verdrängt, welchen er durch einen sechsten Platz beim nächsten Rennen, dem Großen Preis von Italien in Mugello, verteidigen konnte. Aufgrund schlechterer Ergebnisse der Tabellennachbarn beim Rennen in Großbritannien sollte Tomizawa als Sechster die Position im Gesamtklassement soweit festigen, dass er sie bei der Dutch TT trotz eines fünften Platzes knapp verteidigen konnte. Durch den zweiten Ausfall der Saison und dann einen 18. Platz bei den folgenden Rennen fiel er auf den fünften Gesamtrang zurück. Nach seiner zweiten Pole-Position der Saison beim Grand Prix von Tschechien in Brünn beendete er das Rennen mit einem zehnten Platz. Durch einen unverschuldeten Sturz und damit null Punkten beim Indianapolis-Grand-Prix verlor er eine weitere WM-Position an Simone Corsi.

## Tödlicher Unfall
Beim Großen Preis von San Marino am 5. September 2010 stürzte Shōya Tomizawa in einer schnellen Rechtskurve. Scott Redding und Alex De Angelis, die direkt hinter ihm fuhren, konnten nicht mehr ausweichen und überrollten ihn. Dabei erlitt der Japaner Frakturen am Oberkörper sowie einen Schädelbruch und es traten innere Blutungen auf. Nachdem er auf der Strecke wiederbelebt worden war, verstarb er etwa eine Stunde nach dem Unfall im Krankenhaus von Riccione. Beim Abtransport des lebensgefährlich verletzten Tomizawa geriet einer der beiden Sanitäter ins Stolpern und ließ die Trage fallen.
Im September 2010 wurde auch seine Startnummer 48 gesperrt.

## Statistik

### Erfolge
- 1 Grand-Prix-Sieg

### In der Motorrad-Weltmeisterschaft
| Saison | Klasse  | Motorrad | Rennen | Siege | Podien | Poles | Punkte | Ergebnis |
| ------ | ------- | -------- | ------ | ----- | ------ | ----- | ------ | -------- |
| 2006   | 125 cm³ | Honda    | 1      | –     | –      | –     | –      | –        |
| 2007   | 125 cm³ | Honda    | 1      | –     | –      | –     | –      | –        |
| 2008   | 250 cm³ | Honda    | 1      | –     | –      | –     | 2      | 26.      |
| 2009   | 250 cm³ | Honda    | 15     | –     | –      | –     | 32     | 17.      |
| 2010   | Moto2   | Suter    | 11     | 1     | 2      | 2     | 82     | 13.      |
| Gesamt | Gesamt  | Gesamt   | 29     | 1     | 2      | 2     | 116    |          |